# Alexandru Cuedan
Alexandru Cuedan (* 26. September 1910 in Arad, Österreich-Ungarn; † 9. Mai 1976) war ein rumänischer Fußballspieler. Er bestritt insgesamt 75 Spiele in der Divizia A.

## Karriere
Cuedan kam im Jahr 1933 zu CFR Bukarest (später Rapid), das seinerzeit in der Divizia A spielte. Kämpfte der Klub anfang noch gegen den Abstieg, stieg er zu einem der besten Klubs des Landes auf. Cuedan hatte in den ersten Jahren eines Stammplatz im Team, später wurde er nur noch unregelmäßig eingesetzt. Während in der Meisterschaft zwei Vizetitel aus den Spielzeiten 1936/37 und 1937/38 zu Buche standen, konnte er den rumänischen Pokal insgesamt dreimal mit seinem Team gewinnen. Nachdem er in der Saison 1938/39 nur noch dreimal eingesetzt worden war, verließ er Rapid zu Olympia Bukarest. Mit Ausbruch des Zweiten Weltkrieges musste Cuedan seine Karriere im Jahr 1940 beenden. Später lief er eine Spielzeit für Grivița CFR Bukarest in der Divizia B auf.

## Nationalmannschaft
Cuedan bestritt vier Spiele für die rumänische Nationalmannschaft. Zunächst war er im Mai 1934 von Nationaltrainer Josef Uridil in das rumänische Aufgebot für die Weltmeisterschaft in Italien berufen worden, ohne vorher ein Länderspiel bestritten zu haben. Im einzigen Turnierspiel gegen die Tschechoslowakei kam er jedoch nicht zum Einsatz. Nach dem Turnier dauerte es mehr als ein Jahr, bevor er am 17. Juni 1935 im ersten Spiel des Balkan-Cups 1935 debütierte. Er kam in allen drei Turnierspielen zum Einsatz und beendete den Wettbewerb mit seinem Team auf dem letzten Platz. Am 1. September 1935 wurde er im Freundschaftsspiel gegen Schweden, das mit 1:7 verloren ging, zum letzten Mal eingesetzt.

## Erfolge
- Teilnahme an der Weltmeisterschaft: 1934 (Ersatzspieler)
- Rumänischer Pokalsieger: 1935, 1937, 1938